# Guerre civile burundaise
La guerre civile burundaise est une guerre civile et ethnique qui débute au Burundi le 21 octobre 1993 à la suite d'un coup d'État contre Melchior Ndadaye. Comme la guerre civile et le génocide des Tutsis au Rwanda de 1994, elle est marquée par l'opposition entre deux ethnies, les Hutu et les Tutsis. 
Cette guerre a des répercussions avec les pays voisins (combats, camps d'entrainement et de réfugiés, embargo) et se termine officiellement en 2005 avec néanmoins des violences sporadiques après cette date.

## Histoire
En 1972, un premier génocide avait causé la mort de 200 000 hutu par l'armée tutsie. En 1993 sont organisées les premières élections libres et pluralistes depuis l'indépendance du Burundi en 1962. Ces élections sont remportées par Melchior Ndadaye, candidat hutu du Front pour la démocratie du Burundi (Frodebu). Cette victoire cristallise la tension entre les deux ethnies, les Tutsis acceptant mal la victoire d'un Hutu à la tête du pays.
Le 21 octobre 1993, le gouvernement est victime d'un coup d'État mené par l'armée (constituée majoritairement de Tutsis). Melchior Ndadaye et plusieurs membres du Frodebu sont tués. Rapidement, des Tutsis sont massacrés par des Hutus, dans le centre, le nord et l'est du pays. En réaction, des militaires tutsis contre-attaquent en massacrant des milliers de Hutu. Quelques mois après cette tragédie, les Forces nationales de libération (FNL) et les Forces de défense de la démocratie prennent les armes,.
Un accord en janvier 1994, sous l'égide de l'ONU, établit un partage du pouvoir entre Hutus et Tutsis. Le Hutu Cyprien Ntaryamira devient Président tandis que le Tutsi Anatole Kanyenkiko (en) devient Premier ministre. La mort de Cyprien Ntaryamira dans l'attentat du 6 avril 1994 au Rwanda complique le processus de paix. Au mois de septembre, le Hutu Sylvestre Ntibantunganya est nommé à la présidence. Les massacres ethniques continuent pourtant, poussant à l'exil les Hutus vivant dans la capitale Bujumbura, tandis que les deux guérillas hutu s'en prennent à des camps de réfugiés tutsis et les forces armées burundaises (FAB) aux populations civiles hutu.
Les Tutsis reprennent le pouvoir lors de deux coups d'État : en février 1995, Antoine Nduwayo (en) devient Premier ministre, et le 25 juillet 1996, à la suite d'un massacre visant les Tutsis, Pierre Buyoya devient Président. En réaction à ce coup d'État, le chef d'État tanzanien Julius Nyerere impose un embargo, bientôt suivi par les autres pays voisins du Burundi. Malgré quelques progressions durant l'année 1996, les Forces nationales de libération (FNL) et les Forces de défense de la démocratie (FDD) perdent peu à peu leurs bases arrière à la suite des opérations des Forces armées burundaises contre les camps de réfugiés et de déplacés hutu. En 1998, de nouveaux pourparlers de paix sont entamés sous l'égide des présidents tanzaniens et sud-africain, Julius Nyerere et Nelson Mandela, et le gouvernement s'ouvre aux Hutu. À la suite de l'ouverture de ces négociations, l'embargo est levé en janvier 1999,.
En août 2000, un premier accord est signé, mais sans les Forces nationales de libération (FNL) et les Forces de défense de la démocratie (FDD). Une nouvelle Constitution, de transition, est promulguée le 28 octobre 2001, établissant une alternance « ethnique » du pouvoir, la présidence et la vice-présidence changeant tous les 18 mois, alternants Tutsis et Hutus. Malgré une activité militaire soutenue des groupes armés hutus, une partie des FNL dépose les armes le 7 octobre 2002 et les FDD acceptent de participer au processus de paix le 8 octobre 2003, un accord final étant trouvé le 16 novembre. Les FDD se transforment en parti politique. Alors que ses militants doivent être intégrés à l'armée régulière, ils continuent à être actifs dans le pays contre les FNL et à recruter. En mars 2003, l'Union africaine envoie une mission de maintien de la paix, chargée du désarmement des groupes armés, pris en charge à partir du 21 mai 2004 par l'ONU dans le cadre de l'Opération des Nations unies au Burundi (ONUB). La dernière faction des FNL, menée par Agathon Rwasa entame des négociations en janvier 2004,. Un accord de paix est signé le 15 mai 2005. Des violences éclatent malgré ce traité, les FNL étant accusées de renforcer leur branche militaire,. 
Le 18 avril 2009, le chef des FNL, Agathon Rwasa, annonce renoncer à la lutte armée.